# Christianella
Christianella là một chi thực vật có hoa trong họ Malpighiaceae.

## Loài
Chi Christianella gồm các loài: